# Куп Истанбула 2005 — појединачно
Истанбул куп је један од ВТА турнира, који је први пут одржан у Истанбулу Турска од 16. маја до 22. маја 2005. године. Турнир је треће категорије (Tier III). Играо се на отвореном на теренима са земљаном подлогом.
Учествовало је 30 тенисерки из 16 земаља. Састав турнира је био веома јак због учествовања неколико високо рангинарих тенисерки као што су Винус Вилијамс, Никол Вајдишова, Ана Чакветадзе.
Наградни фонд износи 200.000 америчких долара.

### Списак носилаца
| Број | Играчица                           | Резултат     | Резултат                             |
| ---- | ---------------------------------- | ------------ | ------------------------------------ |
| 1    | Винус Вилијамс Сједињене Државе    | Победница    | Никол Вајдишова Чешка(2)             |
| 2    | Никол Вајдишова Чешка              | Финале       | Венус Вилијамас Сједињене Државе (1) |
| 3    | Ана Смашнова                       | полуфинале   | Никол Вајдишова Чешка (2)            |
| 4    | Лиса Рејмонд Сједињене Државе      | 1 коло       | Акико Моригами Јапан                 |
| 5    | Ана Гронефелд Немачка              | четвртфинале | Никол Вајдишова Чешка (2)            |
| 6    | Меган Шонеси Сједињене Државе      | 1 коло       | Цветана Пиронкова Бугарска           |
| 7    | Ана Чакветадзе Русија              | четвртфинале | Винус Вилијамс Сједињене Државе (1)  |
| 8    | Mashona Вашингтон Сједињене Државе | четвртфинала | Ана Смашнова (3)                     |

## Прво коло
| бр. меча | 1. играч                               | Резултат | 2. играч                          |
| -------- | -------------------------------------- | -------- | --------------------------------- |
| 1.       | Винус Вилијамс Сједињене Државе (1)    |          | слободна                          |
| 2.       |                                        |          |                                   |
| 3.       |                                        |          |                                   |
| 4.       |                                        |          | Ана Чакветадзе Русија (7)         |
| 5.       | Ана Смашнова (3)                       |          |                                   |
| 6.       |                                        |          |                                   |
| 7.       |                                        |          |                                   |
| 8.       | Цветана Пиронкова Бугарска             |          | Меган Шонеси Сједињене Државе (6) |
| 9        | Mashona Вашингтон Сједињене Државе (8) |          |                                   |
| 10.      |                                        |          |                                   |
| 11.      |                                        |          |                                   |
| 12.      | Акико Моригами Јапан                   |          | Лиса Рејмонд Сједињене Државе (4) |
| 13.      | Ана Гронефелд Немачка (5)              |          |                                   |
| 14.      |                                        |          |                                   |
| 15.      |                                        |          |                                   |
| 16.      | слободна                               |          | Никол Вајдишова Чешка (2)         |

Број у загради је број носиоца.

## Друго коло
| бр. меча | 1. играч                               | Резултат      | 2. играч                         |
| -------- | -------------------------------------- | ------------- | -------------------------------- |
| 1.       | Винус Вилијамс Сједињене Државе (1)    | 6-0, 6-0      | Марта Мореро Шпанија             |
| 2.       | Ана Чакветадзе Русија (7)              | 5-7, 6-4, 6-1 | Татјана Панова Русија            |
| 3.       | Шахар Пер Израел                       | 3-6, 6-4, 6-2 | Акико Моригами Јапан             |
| 4.       | Цветана Пиронкова Бугарска             | 3-6, 6-4, 6-4 | Јулијана Федак Украјина          |
| 5.       | Mashona Вашингтон Сједињене Државе (8) | 7-5, 6-1      | Јелена Веснина Русија            |
| 6.       | Ана Смашнова (3)                       | 6-1, 6-0      | Џенифер Хопкинс Сједињене Државе |
| 7.       | Ана Гронефелд Немачка (5)              | 6-3, 6-2      | Емануела Гаљарди Швајцарска      |
| 8.       | Ивана Абрамовић Хрватска               | 2-6, 3-6      | Никол Вајдишова Чешка (2)        |

## Четвртфинале
| бр. меча | 1. играч                               | Резултат | 2. играч                   |
| -------- | -------------------------------------- | -------- | -------------------------- |
| 1.       | Винус Вилијамс Сједињене Државе (1)    | 6-2, 6-1 | Ана Чакветадзе Русија (7)  |
| 2.       | Шахар Пер Израел                       | 3-6, 6-7 | Цветана Пиронкова Бугарска |
| 3.       | Mashona Вашингтон Сједињене Државе (8) | 3-6, 1-6 | Ана Смашнова (3)           |
| 4.       | Ана Гронефелд Немачка (5)              | 5-7, 6-7 | Никол Вајдишова Чешка (2)  |

## Полуфинале
| бр. меча | 1. играч                            | Резултат      | 2. играч                   |
| -------- | ----------------------------------- | ------------- | -------------------------- |
| 1.       | Винус Вилијамс Сједињене Државе (1) | 6-1, 6-3      | Цветана Пиронкова Бугарска |
| 2.       | Ана Смашнова (3)                    | 6-4, 1-6, 0-6 | Никол Вајдишова Чешка (2)  |

## Финале
| бр. меча | 1. играч                            | Резултат | 2. играч                  |
| -------- | ----------------------------------- | -------- | ------------------------- |
| 1.       | Винус Вилијамс Сједињене Државе (1) | 6-3, 6-2 | Никол Вајдишова Чешка (2) |